# Клаич (населённый пункт)
Клаич (серб. Клајић) — населённый пункт в общине Лебане Ябланичского округа Сербии.

## Население
Согласно переписи населения 2002 года, в селе проживало 289 человек (все сербы).
| Численность населения | Численность населения | Численность населения | Численность населения | Численность населения | Численность населения | Численность населения | Численность населения |
| 1948                  | 1953                  | 1961                  | 1971                  | 1981                  | 1991                  | 2002                  | 2011                  |
| --------------------- | --------------------- | --------------------- | --------------------- | --------------------- | --------------------- | --------------------- | --------------------- |
| 1509                  | 1435                  | 1328                  | 982                   | 635                   | 429                   | 289                   | 159                   |

## Религия
Согласно церковно-административному делению Сербской православной церкви, село относится ко Второму лебанскому приходу Ябланичского архиерейского наместничества Нишской епархии. В селе расположен храм Преображения Господня, воздвигнутый жителями села в 1916 году.